# Ann Moore
Ann Elizabeth Moore (Birmingham, 20 de agosto de 1950) es una jinete británica que compitió en la modalidad de salto ecuestre. Participó en los Juegos Olímpicos de Múnich 1972, obteniendo una medalla de plata en la prueba individual.

## Palmarés internacional
| Juegos Olímpicos | Juegos Olímpicos | Juegos Olímpicos | Juegos Olímpicos |
| Año              | Lugar            | Medalla          | Categoría        |
| ---------------- | ---------------- | ---------------- | ---------------- |
| 1972             | Múnich (RFA)     | Medalla de plata | Individual       |